# Rolle VD
| VD ist das Kürzel für den Kanton Waadt in der Schweiz. Es wird verwendet, um Verwechslungen mit anderen Einträgen des Namens Rolle zu vermeiden. |

Rolle (deutsch veraltet: Roll) ist eine politische Gemeinde im Bezirk Nyon des Kantons Waadt in der Schweiz. Bis zum 31. August 2006 war Rolle Hauptort des ehemaligen Bezirks Rolle.

## Geographie
Rolle liegt auf 376 m ü. M., 11 km nordöstlich des Bezirkhauptortes Nyon (Luftlinie). Das Städtchen erstreckt sich auf dem flachen Uferrandstreifen des Genfersees, am Fuss der Waadtländer Côte.

Luftbild (1964)

Die Fläche des 2,7 km² grossen Gemeindegebiets umfasst einen Abschnitt am Nordwestufer des Genfersees. Der Gemeindeboden erstreckt sich vom Seeufer landeinwärts über den flachen Uferrandstreifen bis zur Hauptstrasse, die von Nyon entlang dem Hangfuss der Waadtländer Côte nach Aubonne verläuft. Hier wird mit 442 m ü. M. die höchste Erhebung von Rolle erreicht. Nach Südwesten reicht das Gebiet bis zur Mündung des Baches Flon de Vincy in den Genfersee. Von der Gemeindefläche entfielen 1997 57 % auf Siedlungen, 6 % auf Wald und Gehölze, 36 % auf Landwirtschaft und etwas weniger als 1 % war unproduktives Land.
Zu Rolle gehören einige Villenquartiere und Weingüter. Nachbargemeinden von Rolle sind Bursinel, Gilly, Tartegnin, Mont-sur-Rolle und Perroy.

## Bevölkerung
| Bevölkerungsentwicklung | Bevölkerungsentwicklung |
| Jahr                    | Einwohner               |
| ----------------------- | ----------------------- |
| 1850                    | 1398                    |
| 1900                    | 2025                    |
| 1910                    | 2126                    |
| 1930                    | 2195                    |
| 1950                    | 2677                    |
| 1960                    | 2942                    |
| 1970                    | 3658                    |
| 1980                    | 3409                    |
| 1990                    | 3646                    |
| 2000                    | 4235                    |

Mit 6446 Einwohnern (Stand 31. Dezember 2023) gehört Rolle zu den mittelgrossen Gemeinden des Kantons Waadt. Von den Bewohnern sind 73,9 % französischsprachig, 4,9 % portugiesischsprachig und 4,3 % englischsprachig (Stand 2000). Die Bevölkerungszahl von Rolle stieg im Verlauf der ersten Hälfte des 20. Jahrhunderts langsam an. Seit 1950 erfolgte ein stärkeres Wachstum, vor allem während der 1960er und der 1990er Jahre. Demgegenüber gab es zwischen 1970 und 1990 nur geringe Veränderungen.

## Wirtschaft
Rolle war lange Zeit ein agrarwirtschaftlich geprägtes Städtchen. Heute spielt die Landwirtschaft als Erwerbszweig der Bevölkerung nur noch eine untergeordnete Rolle. Auf dem Gemeindegebiet gibt es mehrere kleine Weinbaugebiete und die Großkellerei Schenk S.A. Auf der restlichen landwirtschaftlichen Fläche herrscht der Ackerbau vor.
Seit der Mitte des 19. Jahrhunderts hat sich neben dem städtischen Handwerk und Gewerbe auch Industrie in Rolle angesiedelt. Die meisten Arbeitsplätze sind im Dienstleistungssektor vorhanden. Rolle war Sitz der Société suisse des employés de commerce (Le Courtil, seit 2015 geschlossen) und der Ecole Internationale von Le Rosey, die z. B. der Bildhauer Benno Elkan besucht hat. Als regionales Zentrum der Waadtländer Côte verfügt Rolle über ein Spital, Weinhandlungen und touristische Infrastrukturen. In den letzten Jahrzehnten hat sich der Ort dank seiner attraktiven Lage zu einer Wohngemeinde entwickelt. Neue Wohnquartiere entstanden vor allem im Westen und Nordwesten der Altstadt.
Rolle erfuhr in letzter Zeit eine Hochkonjunktur von hinzuziehenden Europa-Hauptquartieren. Beispiele dafür sind Archer Daniels Midland, Nissan, Infiniti, Numonyx und Cisco (Teile).

## Verkehr
Der Ort ist verkehrstechnisch hervorragend erschlossen. Er liegt an der Hauptstrasse 1, die von Genf entlang dem Seeufer nach Lausanne führt. Der Autobahnanschluss Rolle an der 1964 eröffneten A1 (Genf–Lausanne), die das Gemeindegebiet durchquert, ist rund 1 km vom Stadtkern entfernt.
Am 14. April 1858 wurde der Abschnitt von Morges nach Coppet der Bahnstrecke Lausanne–Genf mit einem Bahnhof in Rolle in Betrieb genommen. Für die Feinverteilung im öffentlichen Verkehr sorgen die Postautolinien, die von Rolle nach Gland, Gimel und Aubonne verkehren. Ferner ist das Städtchen an das Schiffsverkehrsnetz auf dem Genfersee angebunden. Von 1898 bis 1938 war die Überlandstrassenbahn Rolle–Gimel (RG) von Rolle nach Gimel in Betrieb.

## Geschichte
Im Bereich von La Combe wurden Siedlungsspuren aus der Römerzeit entdeckt. Die erste Erwähnung des Ortes erfolgte 1294 unter dem Namen Castrum Rotuli. 1295 erschien die Bezeichnung Ruello und 1330 Ruelloz. Der Ortsname geht auf das lateinische Wort rotula, die Verkleinerungsform von rota (Rad) zurück. Die eigentliche Stadtgründung von Rolle erfolgte 1318 unter Ludwig II. von Savoyen neben dem bereits bestehenden Schloss. Die Savoyer errichteten damit einen Gegenpol zur Herrschaft Mont-le-Grand, deren Burg auf dem Gemeindegebiet von Mont-sur-Rolle stand.
Mit der Eroberung der Waadt durch Bern im Jahr 1536 kam Rolle unter die Verwaltung der Vogtei Morges und bildete darin eine Kastlanei, die in etwa dem Gebiet des heutigen Bezirks Rolle entsprach. Nach dem Zusammenbruch des Ancien Régime gehörte das Städtchen von 1798 bis 1803 während der Helvetik zum Kanton Léman, der anschliessend mit der Inkraftsetzung der Mediationsverfassung im Kanton Waadt aufging. 1798 wurde Rolle zum Hauptort des damals geschaffenen gleichnamigen Bezirks erhoben.

## Sehenswürdigkeiten
Rolle besitzt ein mittelalterliches Stadtbild; die Häuser stehen entlang der Grand-Rue, der einzigen Längsstrasse des Städtchens. Die reformierte Pfarrkirche Saint-Grat, die 1519 geweiht wurde, erfuhr im 18. Jahrhundert mehrere Umgestaltungen, während der Glockenturm noch aus dem Mittelalter stammt. Im neugotischen Stil wurde 1843 die katholische Kirche Saint-Joseph erbaut. Sie besitzt im Chor Glasgemälde von Alexandre Cingria (1929).

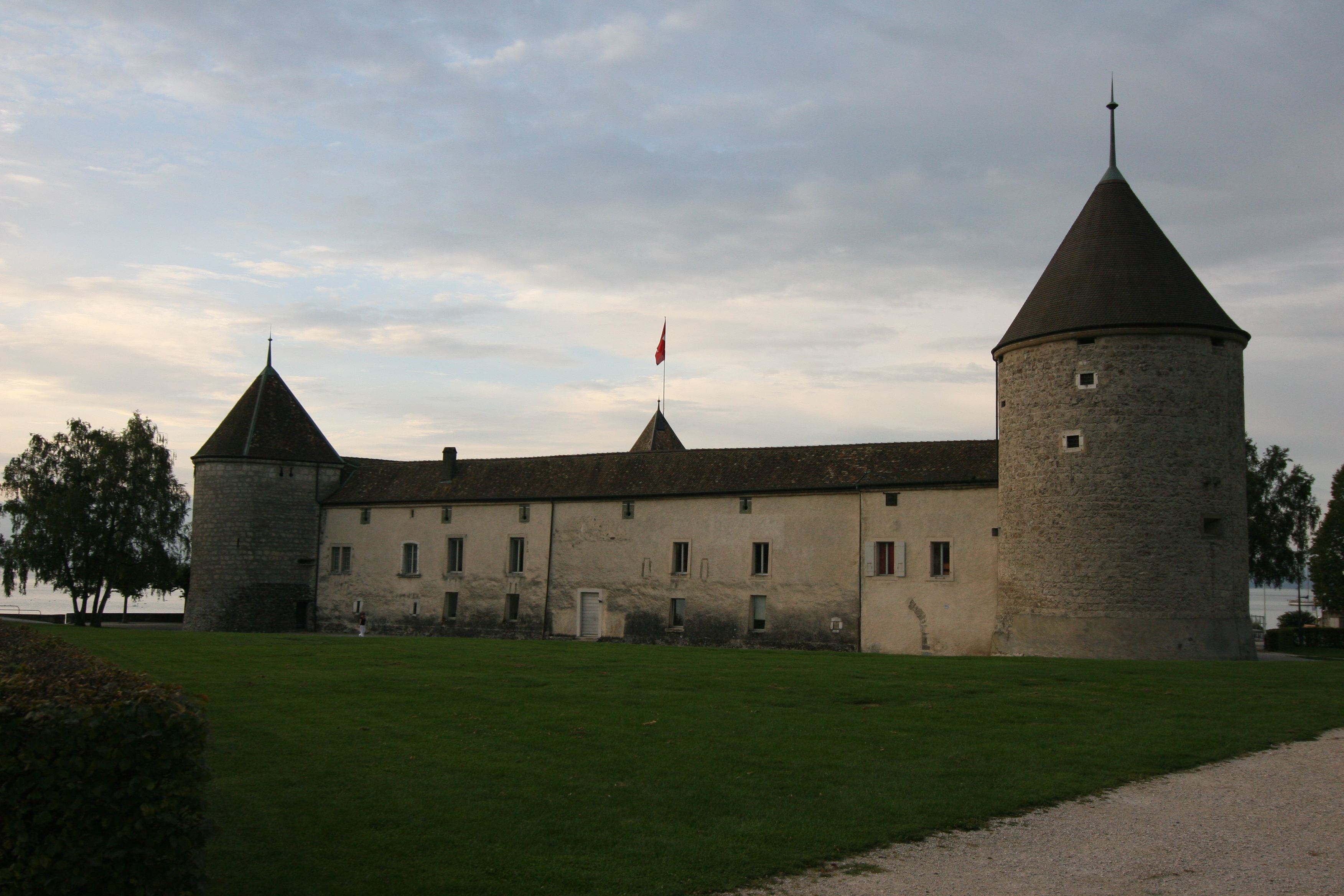
Château de Rolle, September 2010

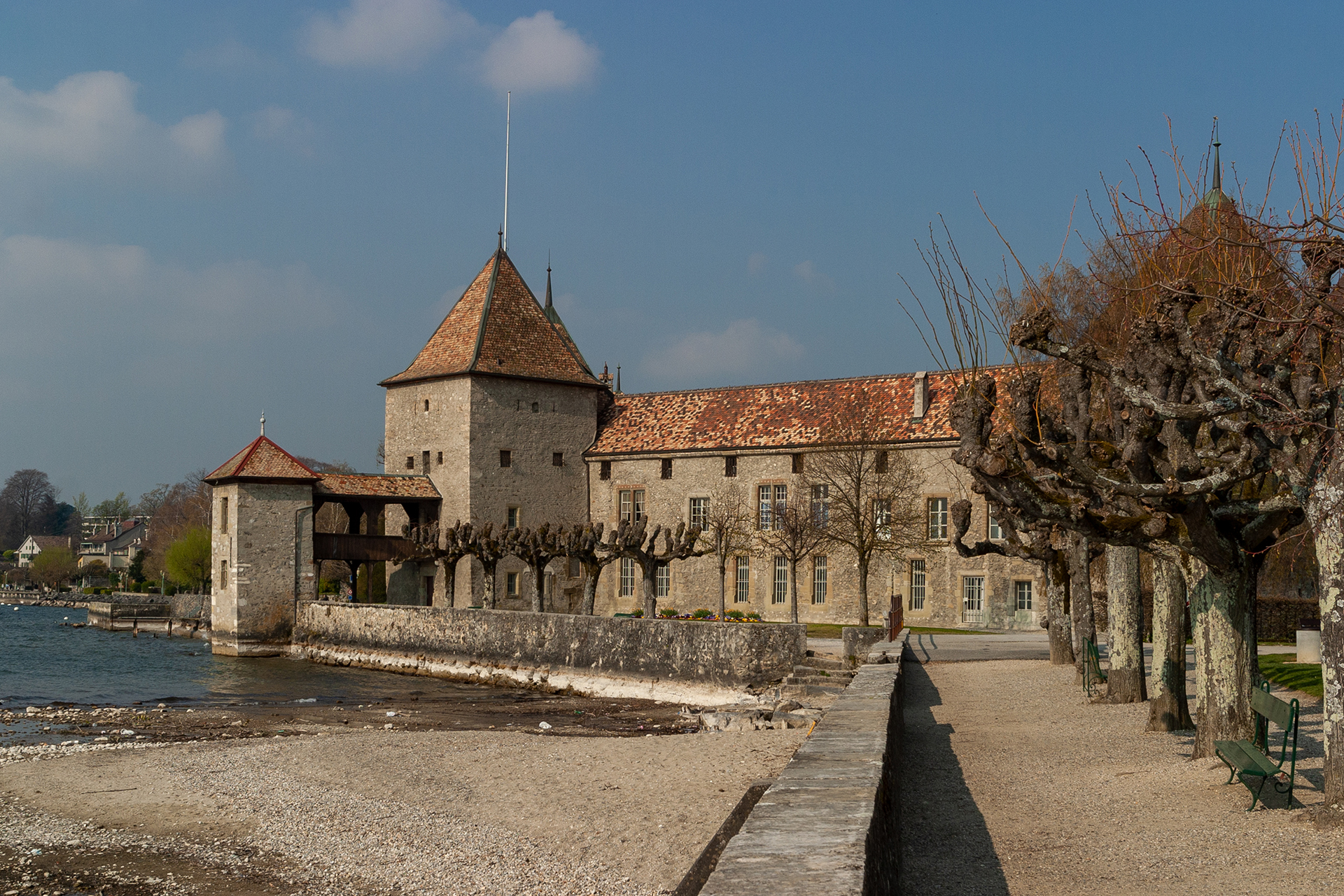
Château de Rolle

Das Schloss von Rolle, 1264 von den Grafen von Savoyen errichtet, wurde 1530 und 1536 von den Eidgenossen niedergebrannt. Es steht direkt am Seeufer und war früher gegen das Land durch Gräben geschützt. Die Schlossanlage zeigt einen unregelmässigen Grundriss: eine dreiflügelige Anlage mit einem nach Westen offenen trapezförmigen grossen Hof. Der grösste Teil der Gebäude stammt von den Um- und Neubauten im 15. und 16. Jahrhundert. Am Ende der beiden nach Westen ragenden Flügel stehen je ein Rundturm (der nördliche stammt als einziger aus dem 13. Jahrhundert), während das Schloss gegen die Seeseite von zwei viereckigen Türmen flankiert wird. Heute befindet sich in einem Teil des Schlosses die Gemeindeverwaltung von Rolle.
Im historischen Stadtkern sind zahlreiche alte Bürgerhäuser aus dem 17. bis 19. Jahrhundert erhalten. Das Maison d’Allinges mit einem zinnenbekrönten Eingang wurde im 16. Jahrhundert errichtet. Von 1875 stammt das Casino. Am Seeufer steht seit 1826 der klassizistische Pavillon Petite Fleur d’Eau.

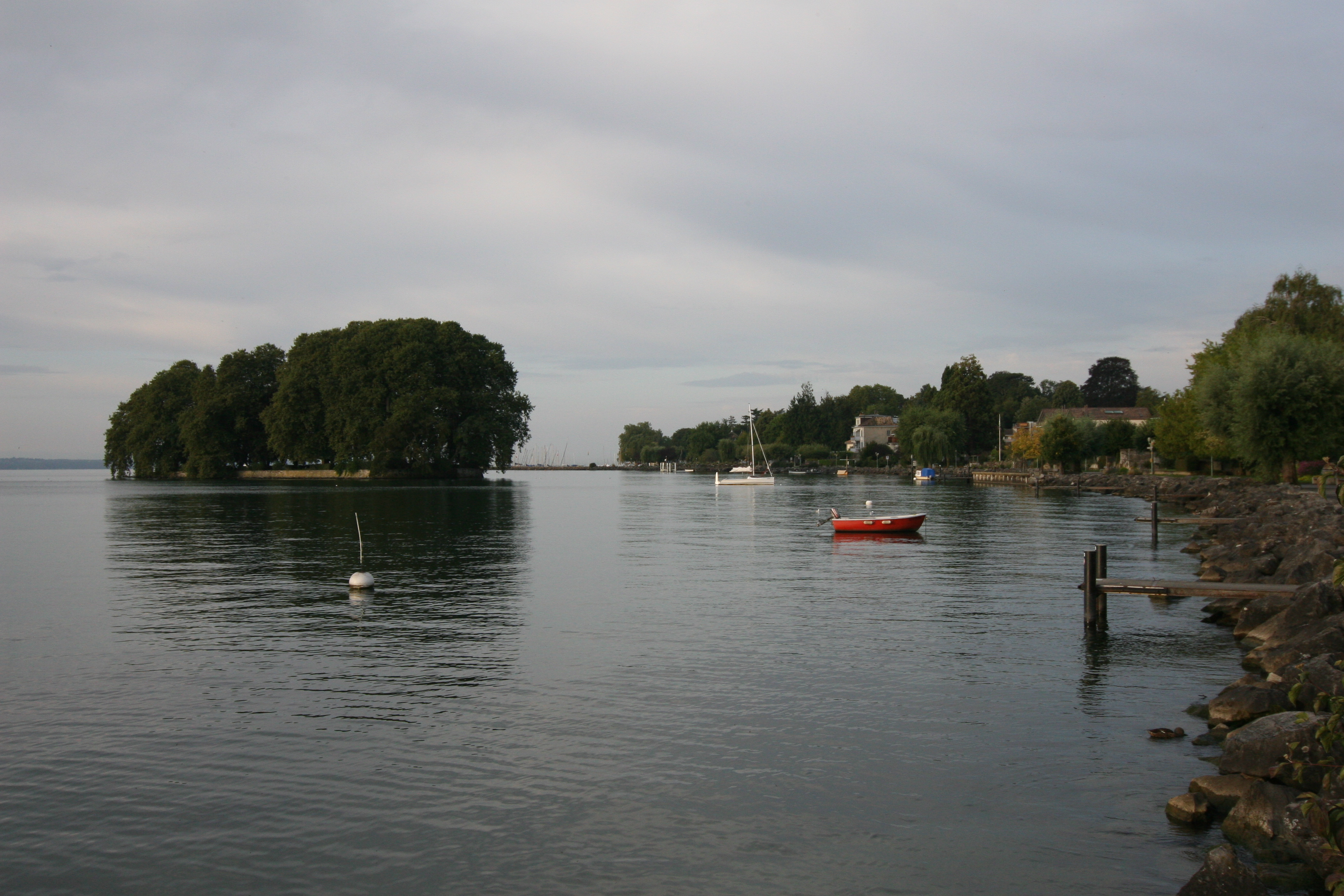
Île de la Harpe, Genfersee, September 2010

Im See befindet sich die künstliche Insel Île de la Harpe, die zu Beginn des 19. Jahrhunderts zum Schutz des Hafens angelegt wurde. Auf dem baumbestandenen Inselchen steht seit 1844 ein Denkmal für Frédéric-César de la Harpe. Das Herrenhaus der Domäne Pré de Vert wurde Ende des 19. Jahrhunderts erbaut.

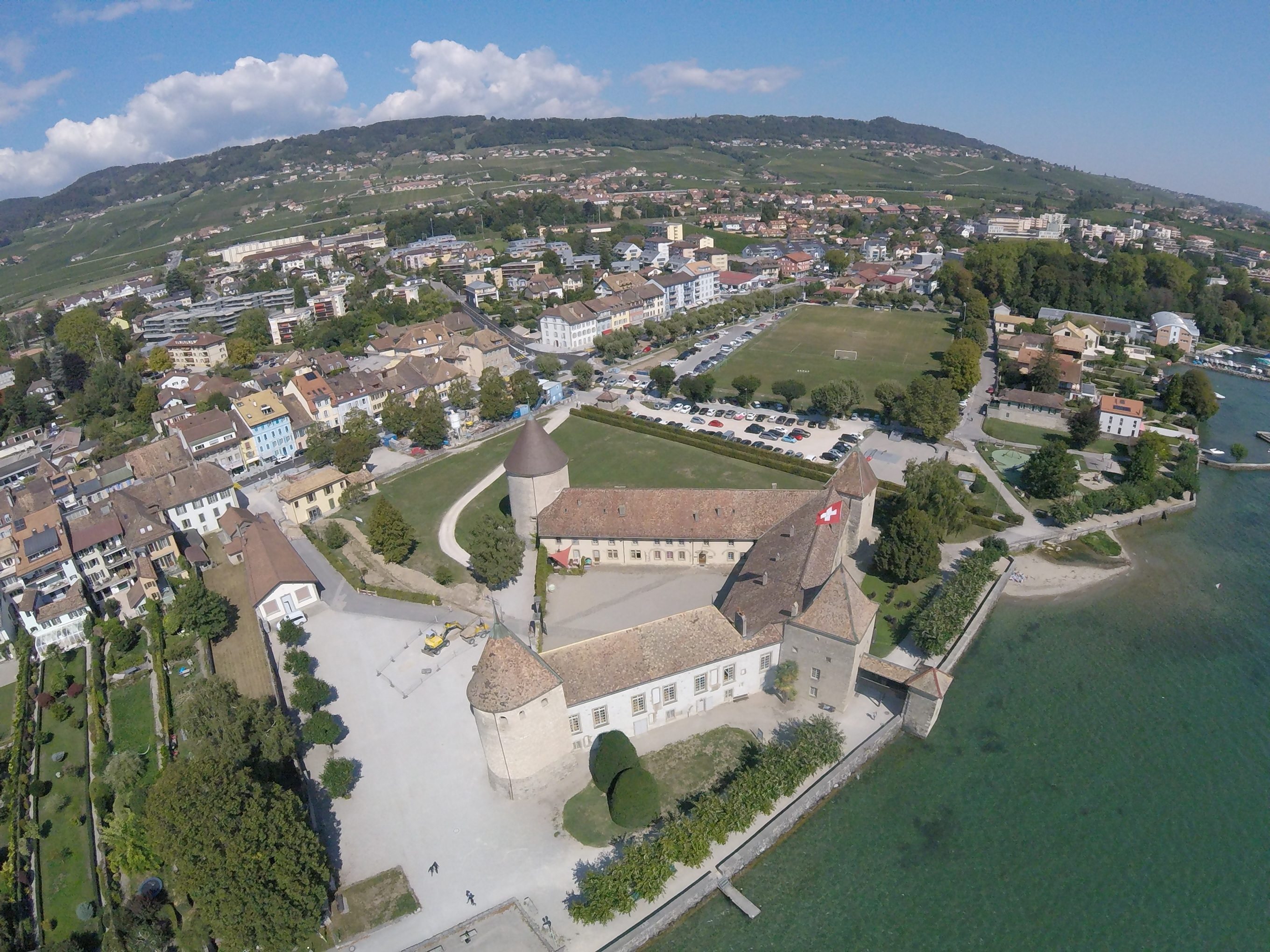
Luftbild Rolles

## Persönlichkeiten
- Ernest Biéler (1863–1948), Maler; in Rolle geboren
- Henri Bouquet (1719–1765), Colonel; in Rolle geboren
- Christophe Calpini (* 1969), Musiker; in Rolle geboren
- Léonce Cretin (1910–1994), Skilangläufer
- Benno Elkan (1877–1960), Bildhauer; besuchte das Internat «Le Rosey» in Rolle
- Jean-Luc Godard (1930–2022), Filmregisseur; lebte zuletzt in Rolle
- Jean-Marie Straub (1933–2022), Filmemacher; lebte in Rolle
- Frédéric-César de la Harpe (1754–1838), Mitglied des Direktoriums der Helvetischen Republik; in Rolle geboren
- Jeanne Kunkler (1894–1990), Schriftstellerin und Redaktorin
- Amédée Emmanuel François Laharpe (1754–1796), General; bei Rolle geboren
- Fernand du Martheray (1860–1910), Diplomat; in Rolle geboren
- Suzanne Perrottet (1889–1983), Tänzerin und Pädagogin; in Rolle geboren
- Jean Preudhomme (1732–1795), Maler; in Rolle geboren
- Julien-François Zbinden (1917–2021), Komponist; in Rolle geboren

## Datenschutzskandal 2021
Im Sommer 2021 wurde bekannt, dass die Gemeindeverwaltung einer sogenannten Ransomware-Attacke erlegen ist. Der Vorfall schlug medial hohe Wellen, es berichteten neben diversen IT-spezifischen Nachrichtendiensten auch das Schweizer Radio und Fernsehen, die Le Temps und die Neue Zürcher Zeitung. Bei dem Vorfall wurden grosse Mengen an Daten von den IT-Systemen der Verwaltung kopiert und kurze Zeit danach im Internet veröffentlicht. Der Angriff wird der Hackergruppe Vice Society zugeschrieben. Ein Lösegeld wurde nicht gezahlt. Besonders kritisiert wurde, dass die Gemeindeverwaltung den Vorfall zuerst nicht öffentlich machte und die Bürger nicht informierte. Veröffentlicht wurden u. a. personenbezogene Daten zu etwa 6200 Einwohnern, etwa Adressen, Geburtstage, Zivilstands- oder Sozialversicherungsinformationen. Auch Gesundheitsinformationen sowie Schulzeugnisse finden sich in der Veröffentlichung, aber auch personalbezogene Daten der Mitarbeiter der Gemeindeverwaltungen wie z. B. Jahresbeurteilungen. Unter den Dokumenten mit wirtschaftlichem Bezug sind u. a. Informationen zu Forderungen nach Steuererleichterungen ortsansässiger Unternehmen oder Daten zu einem Rechtsstreit mit einer Immobilienfirma zu finden. Die Gemeinde informiert inzwischen umfassend auf ihrer Internetsite zu dem Vorfall in französischer Sprache.